# Ballade over het moederland
Ballade over het moederland (Russisch: Баллада о Родине, Ballada o Rodine) ook wel Ballade over het vaderland is een compositie uit 1961 van Aram Chatsjatoerjan.
Chatsjatoerjan schreef dit werk voor bas en symfonieorkest ter gelegenheid van het veertigjarig bestaan van het Rode Leger. Hij componeerde muziek bij een tekst van Asjot Garnakerjan. Die tekst handelt over een getroebleerd persoon die terugverlangt naar zijn moeder/vaderland, terug te vinden in de begintekst: "Misschien is er ergens een blauwe lucht". Bij de première op 24 oktober 1961 in de grote zaal van het Conservatorium van Moskou vond de dirigent Algis Zoeraitis één mannelijke zangstem niet genoeg; hij liet zes bassen de partij zingen tegenover het Orkest van de Russische Radio en Televisie. De componist vermeldde in de partituur nog dat hij slechts één solist wilde horen. Chatsjatoerjan schreef later een arrangement voor bas en piano. Het werk is vooral geschreven in matige tempi: Andante maestoso – Allegro ma non troppo – Poco piu mosso - poco piu mosso.
Loris Tjeknavorian nam in juli 1999 dit werk op met het Philharmonisch Orkest van Armenië voor het platenlabel ASV Records (DCA 1087). Het maakte deel uit van een serie gewijd aan muziek van de Armeense componist; het bleef voor zover bekend de enige opname van dit werk, dat dan aangeduid wordt onder de titel Ballade van het moederland/vaderland. 

## Orkestratie
- bas
- 2 dwarsfluiten, 2 hobo’s, 2 klarinetten, 2 fagotten
- 4 hoorn, 3 trompetten, 3 trombones, 1 tuba
- pauken, percussie, harpen
- violen, altviolen, celli, contrabassen